# 野口大輔 (俳優)
野口 大輔（のぐち だいすけ、1984年6月21日 - ）は、日本の俳優である。所属事務所はオフィスパレット。Alexandrite Stageの代表としてプロデューサー、演出家としても活動中。

## プロフィール
- サイズ - T:178/B:86/W:69/H:86/S:27
- 血液型 - B型
- 出身地 - 東京都
- 経歴 - 所沢市立南陵中学校・都立日比谷高等学校・専修大学卒
- 趣味 - 殺陣・筋トレ・旅行
- 特技 - 将棋・掃除・水泳

## 略歴
- 父親がジャーナリストという家庭で育った為、幼少から引っ越しが多く小学校時代に中国の上海市に住んでいた経験もある。[1]
- 大学在学中、青山でスカウトされ芸能界入り。
- エイベックス内でモデルとしてのレッスンを経験後、演技を学びたい本人の希望でバーニングタレント養成所へ入所。
- バーニングタレント養成所でのレッスン後、現在は映画・ドラマ・舞台と幅広く活躍中。
- 女優の松木里菜[2]やJUMPプリンスの苅羽悠[3]は、中学校時代の同級生で今も親交がある。
- 2011年から2016年上半期まで(株)ビサイドに所属。
- 2013年下半期より演劇集団アトリエッジのメンバーに加入。
- 浅見光彦シリーズでお馴染みのミステリー作家・内田康夫の小説『靖国への帰還』(講談社)の舞台化では、数百名の中からオーディションで主人公・武者滋役に抜擢され出演。
- 2016年下半期よりオフィスパレット[4]に所属。
- 『THE DAY〜終焉と新生の狭間で〜』でミュージカル初主演、『風林火山の旗の下に』で時代劇初主演を飾るなど確かな演技力が評価され年々出演の幅を広げている。
- Alexandrite Stageの代表としてプロデューサー、演出家としても活動、舞台製作を手掛ける。

## 出演

### テレビドラマ
- 『えにしの記憶〜江戸→東京どらま〜シーズン4』(2017年/MXTV)桑名大輔役レギュラー

- 『えにしの記憶〜江戸→東京どらま〜シーズン3』(2016年/MXTV)桑名大輔役レギュラー

- 『掟上今日子の備忘録』第10話(2015年/NTV)結納坂スーツ軍団役
- 『えにしの記憶〜江戸→東京どらま〜シーズン2』(2015年/MXTV)桑名大輔役レギュラー
- 『東方戦場』第58.59話(2015年/CCTV)服部直臣役
- 『えにしの記憶〜江戸→東京どらま〜』(2014年/MXTV)桑名大輔役レギュラー
- 『ST 赤と白の捜査ファイル』第3話(2014年/NTV)夏目会構成員役
- 『戦力外捜査官』第3話(2014年/NTV)バトル3の男役
- 『遺留捜査(第2シリーズ)』(2012年/EX)生活安全課野口役レギュラー
- 『新撰組 PEACE MAKER』第7話(2010年/TBS)新選組隊士3役
- 『官僚たちの夏』第7話(2009年/TBS)新聞記者役
- 『ごくせん第3シリーズ』第1話（2008年/NTV)連続強盗事件犯人グループ役
- 『月曜ゴールデン 東京大空襲』(2008年/TBS)
- 『働きマン』第10話(2007年/NTV)報道カメラマン役

### テレビバラエティ
- 『学校へ行こう!MAX イケメン絶叫CONTEST』(2008年/NTV)

### 映画
- 『ロボット修理人のAi（愛）』（2021年/田中じゅうこう監督）保護司役
- 『マウント・ナビ』(2014年/千葉誠治監督)[5]真藤役
- 『二人の女勝負師』(2014年/池田眞也監督)梶山達也役
- 『work shop』(2013年/千葉誠治監督)武藤信二役
- 沖縄国際映画祭出品作品[6]『グラッフリーター刀牙』(2012年/藤原健一監督)清水健吾役

- 『ヒカップガール』(2011年/神楽坂停留監督)針生コモン役
- 『タイマン』(2009年/宮坂武志監督)川中北生徒役
- ゆうばり国際ファンタスティック映画祭2009フォーラムシアター部門招待作品

『喧嘩高校軍団〜國士義塾VS朝高〜』(2009年/金丸雄一監督) 朝高生徒役
- ゆうばり国際ファンタスティック映画祭2008フォーラムシアター部門招待作品

『哀憑歌 〜CHI-MANAKO〜』(2008年/金丸雄一監督)美咲の同級生役

### オリジナルビデオ
- 『BLACK MAFIA 絆』(2008年/金澤克次監督)龍田組組長付役

### PV
- 若旦那(湘南乃風)『TASUKI/青空』

### ラジオ
- FM鹿児島『野口大輔と永山淳一のアトリエジャパン』毎週日曜18:00-18:55(2014年4月〜2015年9月)
- 全国コミュニティーFM『アトリFM』毎月第二日曜22:00-23:55(2014年10月〜2017年12月)

### 舞台
- 松竹映画原作・ミュージカル版『武士の献立』（2025年/草月ホール・能登演劇堂）前田土佐守直躬役
- 松竹映画原作・舞台版『武士の献立』（2024年/草月ホール）前田土佐守直躬役
- 内田康夫原作『後鳥羽伝説殺人事件』（2024年/渋谷伝承ホール）桐山道夫役[7][8]
- 『25Magic』(2023年/CBGKシブゲキ!!・心斎橋PARCO SPACE14) 岡田伊吹役
- 『G7』(2022年/三越劇場) ハク国家主席役
- 『Three Kingdoms～激震・再生編～』(2021年/有楽町オルタナティブシアター) 司馬昭役
- 『Wall』(2019年/<広島>YMCA国際文化ホール<東京>シアターモリエール<大阪>ABCホール) 男武役
- 内田康夫原作『靖国への帰還』(2018年/渋谷伝承ホール) 主役・武者滋役
- 『FAT』(2018年/池袋シアターグリーン) 大空翼役
- 『風雪の城～LEAR～』(2018年/渋谷伝承ホール) 黒岩國影役(原作・エドマンド)
- 『みたび、オールディーズ』(2017年/中目黒キンケロ・シアター) フレディ役
- オペレッタ『Missシカゴ公爵』(2017年/渋谷伝承ホール) ティハーニ役
- 『ディアカウガール！』(2017年/東京芸術劇場シアターウエスト) キース・シャッフル役
- 『流れる雲よ』(2017年/<東京>六行会ホール<名古屋>TOLAND<大阪>朝日生命ホール<山形>南陽市文化会館) 赤沢利夫役
- 『風林火山の旗の下に』(2017年/本願寺ブディストホール) 主役・武田勝頼役
- ミュージカル『あした天使になあれ』(2017年/野方WIZホール) 準主役・佐々木芳男役
- 『リアル脱出ルーム』(2017年/高田馬場ラビネスト) 主役・リュウ役
- 『ちはやぶる神の国～異聞・本能寺の変～』(2017年/新宿村Live) 千利休役
- 『物語は突然生き止まる』(2017年/労音大久保会館アールズアートコート) ゲスト出演
- ミュージカル『THE DAY〜終焉と新生の狭間で〜』(2016年/野方WIZホール) 主役・佐久間慎一役
- 第三回宇野重吉演劇賞優秀賞受賞作品『THE BITCH』(2016年/三越劇場) 茶坊主役
- 『幕末異聞 人斬りの恋』(2016年/渋谷伝承ホール) 斎藤一役
- 『宮本武蔵外伝』(2016年/三越劇場) 佐々木小次郎役
- 『模範都市』(2016年/東京芸術劇場シアターイースト) 小柴名人役
- 『十二夜』(2015年/新宿村Live) アントーニオ役
- 『銀河英雄伝説 星々の軌跡』(2015年/Zeppブルーシアター六本木) ホワン・ルイ役
- 音楽劇『愛の門』(2015年/渋谷伝承ホール) ドリス役
- 『ぬばたまの淵 2015』(2015年/THEATER GREEN) 西園寺文麿役
- 内田康夫原作『靖国への帰還』(2014年/滝野川会館大ホール) 主役・武者滋役
- 秘密保護法ミュージカル『THE SECRET GARDEN-嘘の中にある真実-』(2014年/野方WIZホール) 江口琢朗役
- 前田耕陽芸能30周年記念舞台『のらん』(2014年/博品館劇場) 高橋九右衛門役
- TOKYO MX主催『流れる雲よ』(2014年/中野ザ・ポケット) 準主役・中原正人役
- 『銀河英雄伝説 第四章 後篇 激突』(2014年/青山劇場/演出・崔洋一)[9] ローゼンリッター/ルビンスキー部下役 他
- 『PEACE IN A BOTTLE』(2013年/東郷神社内 水交会館) 戸沢三郎役
- 『流れる雲よ〜追悼公演〜』(2013年/アトリエBBS) 主役・坂本光太郎役
- TOKYO MX主催『ぞめきの消えた夏』(2013年/シアターサンモール) 宇喜多秀夫役
- TOKYO MX主催『流れる雲よ』(2013年/<鹿児島>知覧文化会館<広島>アステールプラザ多目的スタジオ<東京>笹塚ファクトリー<大阪>世界館<山形>ハイジアパーク南陽) 小笠原実/村下伸吾役
- 『池田屋事件-熱き魂の叫び-』(2013年/あうるすぽっと) 吉田稔麿役
- 『飯田家の最期』(2012年/Air studio) 西田弁護士役
- 『電波塔』(2012年/Air studio) 主役・博史役
- 『オサエロ』(2011年/てあとるらぽう) 準主役・浅井勝彦役
- 『流れる雲よ』(2011年/新国立劇場 小劇場) 大漉忠夫役
- 『夏の夜の夢』(2011年/中野ザ・ポケット) ディミートリアス役
- 『グラッフリーター刀牙』(2011年/新宿SPACE107) 清水健吾役
- 『コーヒー&シガレッツ』(2010年/THEATER BRATS) トム・ウェイツ役
- 『信長』(2010年/全労済ホールスペース・ゼロ) 簗田政綱役
- 『オサエロ』(2010年/Aqua studio) 準主役・浅井勝彦役
- 『ジパング』(2010年/Air studio) 主役・島田助七役
- 『聖この夜 〜クリスマスイブの奇跡〜』(2009年/13 Street) ルドルフ役
- 『ぞめきの消えた夏』(2009年/全労済ホールスペース・ゼロ) 望月一郎役
- 『飛行機雲』(2009年/全労済ホールスペース・ゼロ) 稗田一郎役
- 『時計〜僕がいる理由〜』(2009年/Air studio) 浅井実役

## 演出
- 松竹映画原作・ミュージカル版『武士の献立』（2025年/草月ホール）
- 『G7』(2025年/三越劇場)
- 『CHICACO 2025』(2024年/中目黒キンケロ・シアター)
- 松竹映画原作・舞台版『武士の献立』（2024年/草月ホール）
- 『PRINCESS KYOUGOKU』(2024年/草月ホール)
- 『CHICACO 2024』(2024年/中目黒キンケロ・シアター・一心寺シアター倶楽)
- 『25Magic』(2023年/CBGKシブゲキ!!・心斎橋PARCO SPACE14)
- 『The Great Gatsby』(2023年/三越劇場・近鉄アート館)
- 『PRINCESS TOYOTOMI』(2023年/CBGKシブゲキ!!・近鉄アート館)
- 『CHICACO 2023』(2023年/中目黒キンケロ・シアター・ラゾーナ川崎プラザソル・一心寺シアター倶楽)
- 『25Magic』(2022年/三越劇場)
- 『G7』(2022年/三越劇場)
- 『The Great Gatsby In Tokyo』再演(2022年/三越劇場)
- 『Three Kingdoms～激震・再生編～』(2021年/有楽町オルタナティブシアター)
- 『Three Kingdoms～激震・破滅編～』(2021年/有楽町オルタナティブシアター)
- 『The Great Gatsby In Tokyo』再演(2021年/六本木トリコロールシアター)
- 『Angry12 2021』(2021年/中目黒キンケロ・シアター/シアター風姿花伝)
- 『CHICACO2』(2021年/ラゾーナ川崎プラザソル)
- 『CICACO～再演～』(2021年/Theater Green BIG TREE THEATER)
- 『Three Kingdoms～赤壁・合戦編～』(2020年/シアター1010)
- 『Three Kingdoms～赤壁・戦略編～』(2020年/CBGKシブゲキ!!)
- 『Three Kingdoms～魏国編～』(2020年/CBGKシブゲキ!!)
- 『Three Kingdoms～呉国編～』(2020年/新宿村LIVE)
- 『Three Kingdoms～蜀国編～』(2020年/Theater Green BIG TREE THEATER)
- 『Angry12 2020』(2020年/DDD青山クロスシアター)
- 『Renta Santa!!』(2019年/本願寺ブディストホール)
- 『CHICACO』(2019年/ラゾーナ川崎プラザソル)
- 『The Great Gatsby In Tokyo』再演(2019年/DDD青山クロスシアター)
- 『どうしても、妻が死ぬ。』(2019年/ラゾーナ川崎プラザソル)
- 『The Great Gatsby In Tokyo』(2019年/DDD青山クロスシアター)
- 『12人の怒れる奴ら』(2019年/シアター風姿花伝)
- 『靖国への帰還』(2018年/渋谷伝承ホール)
- 『The Greatest Midsummer Night’s Dream』(2018年/Theater Star Field)
- 『ある女の、ある物語。』(2018年/Theater Star Field)
- 『Living of the Dead』(2018年/Theater Star Field)
- 『12人の怒れる奴ら』(2018年/Theater Star Field)